# Негомологичное соединение концов

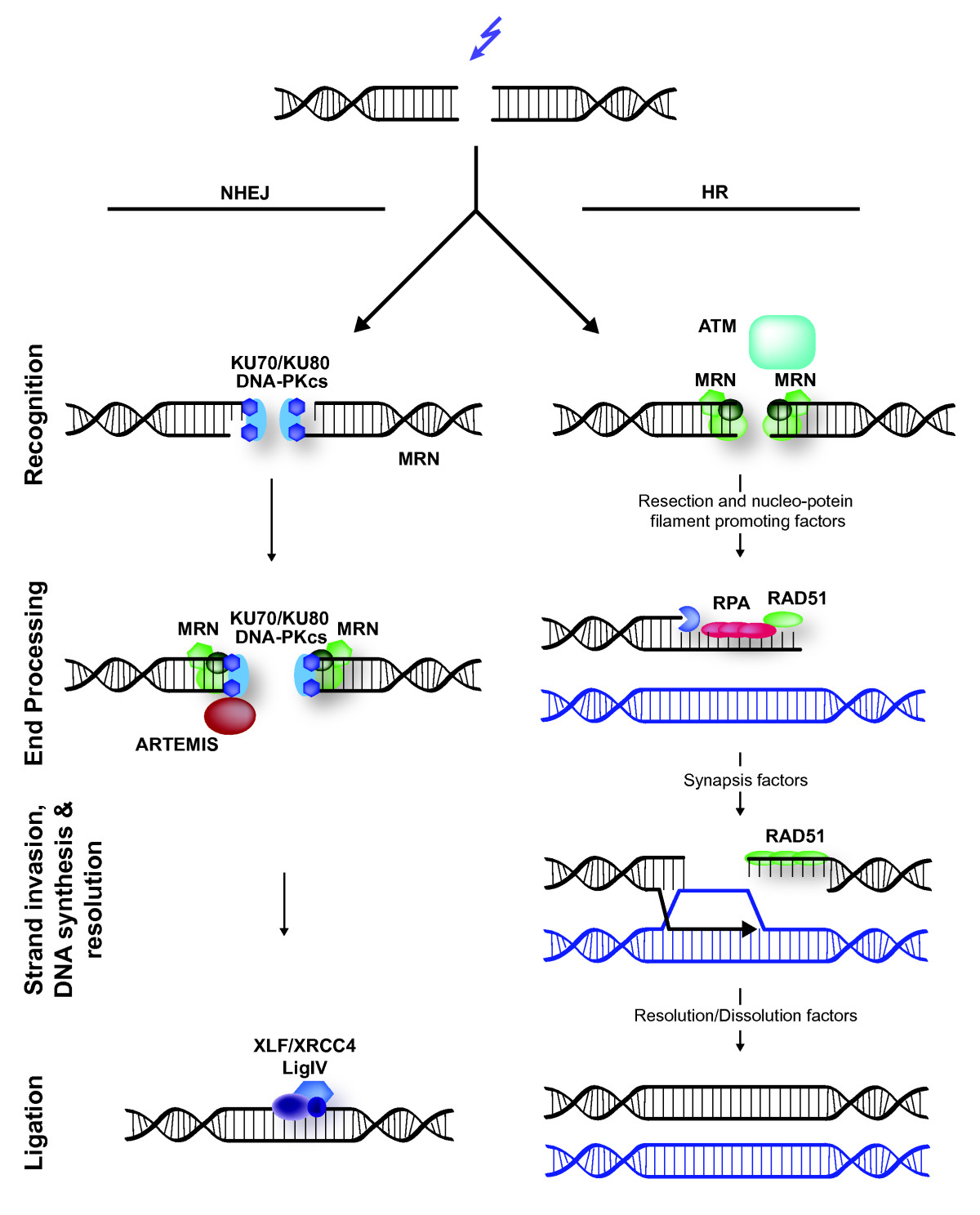
Негомологичное соединение концов (слева) и гомологичная рекомбинация (справа) в клетках млекопитающих

Негомологи́чное соедине́ние концо́в, или негомологи́чное воссоедине́ние концо́в (англ. non-homologous end joining, NHEJ) — один из путей репарации двунитевых разрывов в ДНК. Негомологичным этот процесс называется потому, что повреждённые концы цепи соединяются лигазой напрямую, не нуждаясь в гомологичном шаблоне, в отличие от процесса гомологичной рекомбинации. NHEJ существенно менее точен, чем гомологичная рекомбинация, и часто он приводит к потере нуклеотидов, транслокациям или слиянию теломер, при этом последние два могут являться признаками опухолевой клетки. NHEJ обнаружен у представителей всех царств живой природы, кроме того, в клетках млекопитающих он служит основным путём репарации двуцепочечных разрывов.

## У прокариот
Многие виды бактерий, включая Escherichia coli, не имеют NHEJ, а потому вынуждены полагаться только на гомологичную рекомбинацию в случае повреждения ДНК бактерии. Однако белки, участвующие в NHEJ, были обнаружены у некоторых бактерий, например, у Bacillus subtilis, Mycobacterium tuberculosis и Mycobacterium smegmatis. Бактерии используют исключительно компактную версию NHEJ, где все необходимые действия выполняются всего двумя белками: гетеродимером белка Ku и многофункциональной лигазой/полимеразой/нуклеазой LigD. У микобактерий NHEJ гораздо больше подвержен ошибкам, чем у дрожжей. Многие бактерии, обладающие белками NHEJ, проводят значительную часть своего жизненного цикла в стационарном гаплоидном состоянии, когда шаблон для рекомбинации недоступен и гомологичная рекомбинация невозможна. Возможно, у этих бактерий NHEJ помогает восстанавливать двуцепочечные разрывы, возникающие при высыхании. Corndog и Omega, два родственных бактериофага из Mycobacterium smegmatis, также используют NHEJ, чтобы разомкнуть свой геном во время инфекции.
NHEJ является одним из путей восстановления двуцепочечных разрывов и у архей. У архей NHEJ также включает связывание и удержание концов разрыва белками Ku с последующим застраиванием бреши. У архей Ku связывают концы, которые были «подрезаны» экзонуклеазой так, что образуется выступающий 3'-конец, который может быть продлен за счёт синтеза цепи ДНК с вытеснением старой цепи ДНК-полимеразой.

## У эукариот
В отличие от бактерий, эукариотический NHEJ использует обширный ряд белков, участвующих в осуществлении следующих шагов:
- Распознавание двунитевого разрыва ДНК гетеродимерным белком Ku70/Ku80;
- Сборка и стабилизация комплекса NHEJ-белков на месте повреждения ДНК;
- Смыкание концов разрыва и их стабилизация;
- Активация киназной активности ДНК-зависимой протеинкиназы (ДНК-зависимые протеинкиназы[англ.]);
- Процессинг концов разрыва, если требуется;
- Лигирование концов разрыва;
- Распад комплекса NHEJ-белков на месте отрепарированного разрыва.

Когда механизм NHEJ неактивен, двунитевые разрывы могут быть устранены альтернативным путём, более подверженным ошибкам, — путём микрогомологичного соединения концов (англ. microhomology-mediated end joining (MMEJ)). При этом пути по обе стороны от разрыва сначала образуются короткие гомологичные последовательности (микрогомологи), которые затем подравниваются в ходе репарации.

### Связывание и фиксирование концов
У дрожжей комплекс MRX, состоящий из белков Mre11, Rad50 и Xrs2, привлекается в процесс репарации рано и, как предполагается, помогает сцеплять ДНК-концы. Соответствующий комплекс у млекопитающих, известный как комплекс (MRN), состоит из белков Mre11, Rad50 и Nbs1 и также вовлекается в NHEJ, но он может действовать и
на других этапах процесса, помимо удержания концов разрыва в непосредственной близости друг от друга.
Эукариотический белок Ku представляет собой гетеродимер, состоящий из Ku70 и Ku80, формирующий комплекс с ДНК-зависимой протеинкиназой, которая есть у млекопитающих, но отсутствует у дрожжей. Белок Ku имеет форму корзинки и «скользит» вдоль ДНК-цепи. По сути, он выступает сенсором, обнаруживающим повреждения ДНК. Он может функционировать и в качестве сайта докинга для других молекул, вовлеченных в NHEJ, а также взаимодействует с комплексом ДНК-лигазы IV и белком XLF.

### ДНК-зависимая протеинкиназа DNA-PK
У эукариот центральную роль в NHEJ-репарации и ответе на повреждение ДНК играет ДНК-зависимая протеинкиназа DNA-PK, состоящая из каталитической субъединицы DNA-PKcs, соединённой с С-концом белка Ku80. DNA-PKcs рекрутируется к С-концу белка Ku80 после образования комплекса Ku70/Ku80 на концах двунитевого разрыва ДНК. После этого DNA-PKcs аутофосфорилируется и фосфорилирует ряд белков, участвующих в ответе на повреждение ДНК, включая белок Artemis. Предполагается, что ДНК-зависимые протеинкиназы тоже участвуют в соединении концов во время NHEJ.

### Обработка концов разрыва
Обработка концов включает в себя удаление нескольких нуклеотидов из выступающих концов с помощью нуклеазы и восстановления двуцепочечной структуры посредством ДНК-полимеразы. Этот шаг не является необходимым, если концы уже совместимы, то есть имеют свободные 3'-гидроксильную и 5'-фосфатную группу. Например, белок Artemis, активируемый ДНК-зависимой протеинкиназой, может функционировать и как эндонуклеаза, и как экзонуклеаза в ходе V(D)J-рекомбинации. Mre11 обладает активностью нуклеазы, но, по-видимому, вовлечён в процесс гомологичной рекомбинации, а не NHEJ. Далее ДНК-полимеразы λ и μ (Pol4 у дрожжей) восстанавливают двуцепочечную структуру ДНК на месте выступающих одноцепочечных концов. Таким образом, концы разрыва делаются тупыми.

### Лигирование
Комплекс ДНК-лигазы IV, состоящий из каталитической субъединицы ДНК-лигазы IV и кофактора XRCC4 (Dnl4 и Lif1 у дрожей), осуществляет лигирование на завершающем этапе NHEJ. В нём также принимает участие белок XLF (у дрожжей Nej1). Точная роль XLF неизвестна, однако известно, что он взаимодействует с комплексом XRCC4/ДНК-лигазы IV и, вероятно, участвует в процессе лигирования. Последние данные свидетельствуют о том, что XLF способствует реаденилированию ДНК-лигазы IV после лигирования, «перезаряжая» её, благодаря чему она может катализировать второе лигирование.

## Регуляция
Выбор между гомологичной и негомологичной репарациями повреждений ДНК регулируется на начальном этапе рекомбинации — подравнивании одноцепочечных выступающих участков. Концы, которые не подвергавшиеся подравниванию, могут быть соединены посредством NHEJ, а удаление на этапе подравнивания даже нескольких нуклеотидов подавляет NHEJ, и репарация производится посредством гомологичной рекомбинации. NHEJ может происходить на протяжении всего клеточного цикла, но он наиболее активен в G1-фазе, когда нет доступных шаблонов для гомологичной рекомбинации. Важную роль в регуляции NHEJ играет циклинзависимая киназа 1 (Cdk1; cdc28 у дрожжей), которая отключается в G1-фазе и экспрессируется в S и G2 фазах. Cdk1 фосфорилирует нуклеазу Sae2, что запускает подравнивание концов.
Запуск пути NHEJ начинается с привлечения к области повреждения белка 53BP1, который способствует дальнейшей репарации двуцепочечного разрыва по пути NHEJ. До момента подрезания концов возможно переключение на гомологичную рекомбинацию, которое достигается путём привлечения к поврежденной области белка-антагониста 53BP1 — BRCA1. Если BRCA1 вытесняет 53BP1, то двуцепочечный разрыв будет восстановлен по пути гомологичной рекомбинации. Помимо 53BP1 и BRCA1, в выборе пути для устранения двуцепочечного разрыва задействованы белки RIF1 и CtIP — нуклеаза, задействованная в подрезании концов на первых этапах гомологичной рекомбинации. Таким образом, 53BP1 и RIF1 направляют восстановление по пути негомологичного соединения концов, а BRCA1 и CtIP — по пути гомологичной рекомбинации.
Гомологичная рекомбинация для восстановления двуцепочечных разрывов может быть использована только в S- и G2-фазах, когда в результате удвоения ДНК появляется матрица для репарации (поэтому NHEJ, активный во время всего клеточного цикла, является основным механизмом восстановления двуцепочечных разрывов в клетках млекопитающих). Исключение составляют области генома, содержащие повторы, например, повторы генов, кодирующих рРНК (рДНК). В рДНК матрица для восстановления двуцепочечного разрыва в повторе имеется в течение всего клеточного цикла, ей может выступать любой другой повтор. В случае рДНК мелкие повреждения быстро устраняются NHEJ внутри ядрышка (время протекания NHEJ составляет около 30 минут, а гомологичной рекомбинации — примерно 7 часов), а крупные и сложные повреждения перемещаются вместе с белками фибриллярных центров и плотного фибриллярного компонента на периферию, образуя так называемый ядрышковый кэп. В ядрышковом кэпе происходят все, кроме самых первых, этапы гомологичной рекомбинации, при этом повторы рДНК сближаются, что способствует рекомбинации. В ядрышковых кэпах NHEJ не происходит. На выбор пути восстановления двуцепочечного разрыва также влияет сложность повреждения. NHEJ, как правило, используется для устранения небольших повреждений.

## V(D)J-рекомбинация
NHEJ играет важную роль в V(D)J рекомбинации — процессе, посредством которого создаётся разнообразие B-клеточных и T-клеточных рецепторов в иммунной системе позвоночных. В начале процесса нуклеазы RAG1/RAG2 создают двуцепочечные разрывы, защищённые шпильками, в области особых сигнальных последовательностей Далее нуклеаза Artemis срезает шпильки, и образовавшиеся концы соединяются посредством NHEJ. Специализированная ДНК-полимераза, называемая трансферазой концевых дезоксинуклеотидов, работающая только в лимфоидных тканях, добавляет нешаблонные нуклеотиды к концами цепи до того, как последние будут соединены. Этот процесс перестраивает и объединяет участки V (variable), D (diversity) и J (joining), с которых потом считывается вариабельный участок Т-клеточных и В-клеточных рецепторов. В отличие от типичного NHEJ, в котором точная репарация — это самый благоприятный исход, для V(D)J-рекомбинации выгоднее, чтобы NHEJ работал с ошибками, поскольку это повышает разнообразие кодирующих последовательностей генов.

## В теломерах
Теломеры обычно защищены специальным белковым «кэпом», благодаря чему они не распознаются как двухцепочечные разрывы. Потеря кэпа вызывает укорочение теломер и их соединение посредством NHEJ, что приводит к формированию дицентрической хромосомы, разрывающейся во время митоза. Любопытно, что некоторые белки NHEJ участвуют в формировании кэпа теломеры. Например, удаление Ku, находящегося на теломерах, приводит к их укорочению.

## Клиническое значение
Несколько человеческих болезней связаны с дисфункцией NHEJ. Мутации, затрагивающие LIG4 и XLF, являются причиной LIG4-синдрома и XLF-связанного тяжёлого комбинированного иммунодефицита (ТКИД), соответственно. Эти синдромы имеют много характерных черт, включая клеточную радиочувствительность, микроцефалию и ТКИД, обусловленный дефектами в V(D)J-рекомбинации. Мутации в Artemis также приводят к ТКИД, но при них не развиваются неврологические дефекты, как при мутациях в LIG4 и XLF. Разница в тяжести болезней может объясняться ролью мутировавших белков: Artemis — это нуклеаза, необходимая, вероятно, только для репарации двухцепочечных разрывов с повреждёнными концами, когда как ДНК-лигаза IV и XLF принимают участие во всех вариантах NHEJ. Мутации в белках NHEJ также могут приводить к атаксии телеангиэктазии, анемии Фанкони, а также наследственному раку груди и яичников. Мыши, нокаутные по XRCC4 или LIG4, умирали на стадии эмбрионального развития, поэтому NHEJ является жизненно необходимым процессом для млекопитающих. Напротив, мыши, лишённые Ku или ДНК-зависимой протеинкиназы, оказались жизнеспособны, вероятно, потому, что NHEJ всё-таки может происходить без этих белков, хотя и на низком уровне.

## Влияние на старение
Была разработана система для измерения эффективности NHEJ в клетках мышей.
С её помощью можно сравнить эффективность NHEJ в разных тканях и у мышей разных возрастов. Наиболее активно NHEJ идёт в клетках кожи, лёгких и почечных фибробластах, а в фибробластах сердца и астроцитах мозга существенно ниже. Кроме того, эффективность NHEJ снижается с возрастом в 1,8—3,8 раз в зависимости от ткани. Снижение эффективности работы NHEJ ведёт к увеличению нерепарированных или плохо репарированных участков ДНК, что существенно способствует старению. Показано, что Ku80 у человека, коровы и мыши экспрессируется на значительно различающихся уровнях, причём этот уровень связан с продолжительностью жизни.

## История изучения
Первые свидетельства того, что белки Ku взаимодействуют с линейными и кольцевыми фрагментами ДНК, содержащими разрыв, были получены в 1980-х—1990-х годах. В 1986 году было показано, что Ku связывают разрывы очень эффективно: 40 фемтомоль Ku связывают 90 % концов ДНК в пробе с концентрацией ДНК 25 фемтомоль. В то же время было продемонстрировано, что кольцевые плазмиды, не содержащие разрывы, с белками Ku не взаимодействуют, однако начинают связывать Ku после обработки эндонуклеазами рестрикции. Впоследствии было показано, что белки Ku быстро связывают концы двуцепочечного разрыва и удерживают их рядом друг с другом, позволяя им далее воссоединиться, то есть восстановить разрыв. В 1996 году для обозначения нового пути репарации двуцепочечных разрывов Дж. К. Мур и Дж. Э. Хабер предложили термин «негомологичное соединение концов».